# Doutor Estranho no Multiverso da Loucura
Doctor Strange in the Multiverse of Madness (bra/prt: Doutor Estranho no Multiverso da Loucura) é um filme americano de super-herói de 2022 baseado no personagem homônimo, da Marvel Comics. Produzido pelo Marvel Studios e distribuído pela Walt Disney Studios Motion Pictures, é a sequência de Doctor Strange (2016) e o vigésimo oitavo filme do Universo Cinematográfico Marvel. O filme é dirigido por Sam Raimi a partir de um roteiro escrito por Michael Waldron, e traz Benedict Cumberbatch de volta como o personagem-título, além de ter no elenco Elizabeth Olsen, Chiwetel Ejiofor, Benedict Wong, Xochitl Gomez, Michael Stuhlbarg e Rachel McAdams. No filme, Strange viaja para o Multiverso para proteger America Chavez (Gomez), uma jovem capaz de viajar pelo Multiverso, de Wanda Maximoff (Olsen).
O diretor e corroteirista de Doctor Strange, Scott Derrickson, tinha planos para uma sequência em outubro de 2016. Ele assinou para retornar como diretor em dezembro de 2018, quando foi confirmado o retorno de Cumberbatch. O título do filme foi anunciado em julho de 2019 junto com o envolvimento de Olsen, enquanto Jade Halley Bartlett foi contratada para escrever o roteiro em outubro. Derrickson deixou o cargo de diretor em janeiro de 2020, citando diferenças criativas, com Waldron e Raimi ingressando no mês seguinte e começando de novo. Eles adicionaram elementos do gênero de terror com o qual Raimi havia trabalhado anteriormente e fizeram Wanda a vilã do filme, continuando sua história da série WandaVision (2021). As filmagens começaram em novembro de 2020 em Londres, mas foram suspensas em janeiro de 2021 devido à pandemia de COVID-19. A produção foi retomada em março de 2021 e concluída em meados de abril, em Somerset. As filmagens também ocorreram em Surrey e Los Angeles.
Doctor Strange in the Multiverse of Madness estreou no Dolby Theatre em Hollywood em 2 de maio de 2022, e foi lançado nos Estados Unidos em 6 de maio, como parte da Fase Quatro do UCM. O filme recebeu elogios pela direção de Raimi, pelos visuais e o desempenho de Olsen, enquanto as críticas foram direcionadas principalmente ao enredo. O filme arrecadou 955 milhões de dólares em todo o mundo, tornando-se o quarto filme de maior bilheteria de 2022.

## Enredo
America Chavez e uma versão alternativa do Dr. Stephen Strange são perseguidos por um demônio no espaço entre universos enquanto procuram o Livro de Vishanti. Strange é morto e Chavez acidentalmente cria um portal que os suga. Enquanto isso, na Terra-616, Strange vai ao casamento de sua ex-noiva, a Dra. Christine Palmer. Durante o casamento, um demônio polvo causa estragos perseguindo Chavez, mas Strange salva Chavez e mata o demônio com a ajuda de Wong, o Mago Supremo. Chavez explica que os demônios a estão caçando porque ela tem o poder de viajar pelo Multiverso.
Reconhecendo sinais de feitiçaria no demônio e no cadáver do Defender Strange, Strange consulta Wanda Maximoff e descobre que Wanda é responsável pelos demônios. Desde que adquiriu o Darkhold e se tornou a Feiticeira Escarlate, Wanda acredita que controlar o Multiverso com o poder de Chavez permitirá que ela se reúna com Billy e Tommy, as crianças que ela criou durante seu tempo em Westview. Quando Strange se recusa a entregar Chávez, Wanda ataca Kamar-Taj, matando muitos magos. Chavez acidentalmente transporta a si mesma e Strange através do multiverso para a Terra-838. Wanda usa o Darkhold para fazer "Possessão Onírica" no corpo de sua versão da Terra-838, que vive uma vida suburbana com seus próprios Billy e Tommy.
Enquanto procuram ajuda, Strange e Chavez são presos por Mordo da Terra-838 e levados perante os Illuminati, que consistem em Mordo, Capitã Peggy Carter, Rei Raio Negro, Capitã Maria Rambeau, Dr. Reed Richards / Senhor Fantástico do Quarteto Fantástico e Professor Charles Xavier / Professor X dos X-Men. Eles explicam que, através do uso imprudente do Darkhold de seu universo, Strange da Terra-838 desencadeou, e mal evitou, uma "incursão" destruidora do universo e teve que ser morto antes que causasse mais danos; Mordo acredita que Strange da Terra-616 é igualmente perigoso. Antes que eles possam julgar, Wanda chega e mata os Illuminati, exceto Mordo. Strange e Chavez escapam com a ajuda de Christine Palmer da Terra-838, uma cientista Illuminati.
Fugindo de Wanda, o trio entra no espaço entre os universos para encontrar o Livro de Vishanti, mas Wanda aparece e assume a mente de Chavez, usando seus poderes para enviar os outros para um universo sinistro e quase todo destruído. Na Terra-616, Wanda começa o feitiço para remover os poderes de Chavez. Strange e Christine lutam contra Strange do universo sinistro, que foi corrompido pelo Darkhold. Strange usa o Darkhold do sinister Strange para fazer Possessão Onírica no cadáver do Defender Strange, que está na Terra-616, e salvar Chavez.
Incapaz de dominar Wanda, Chavez a transporta de volta para a Terra-838, permitindo que Billy e Tommy testemunhem seu mal. Eles recuam com medo, chorando por sua verdadeira mãe, a Wanda da Terra-838. Percebendo quanta morte e destruição ela causou, Wanda usa seus poderes para destruir todas as cópias do Darkhold em todo o Multiverso, aparentemente se sacrificando no processo. Antes de Christine retornar à Terra-838, Strange diz a ela que ainda ama a Christine de seu universo, mas sempre teve muito medo de ter um relacionamento real. Chavez começa a treinar como uma maga em Kamar-Taj. Algum tempo depois, Strange desenvolve um terceiro olho como resultado do uso do Darkhold e fazer Possessão Onírica em um cadáver.

## Elenco

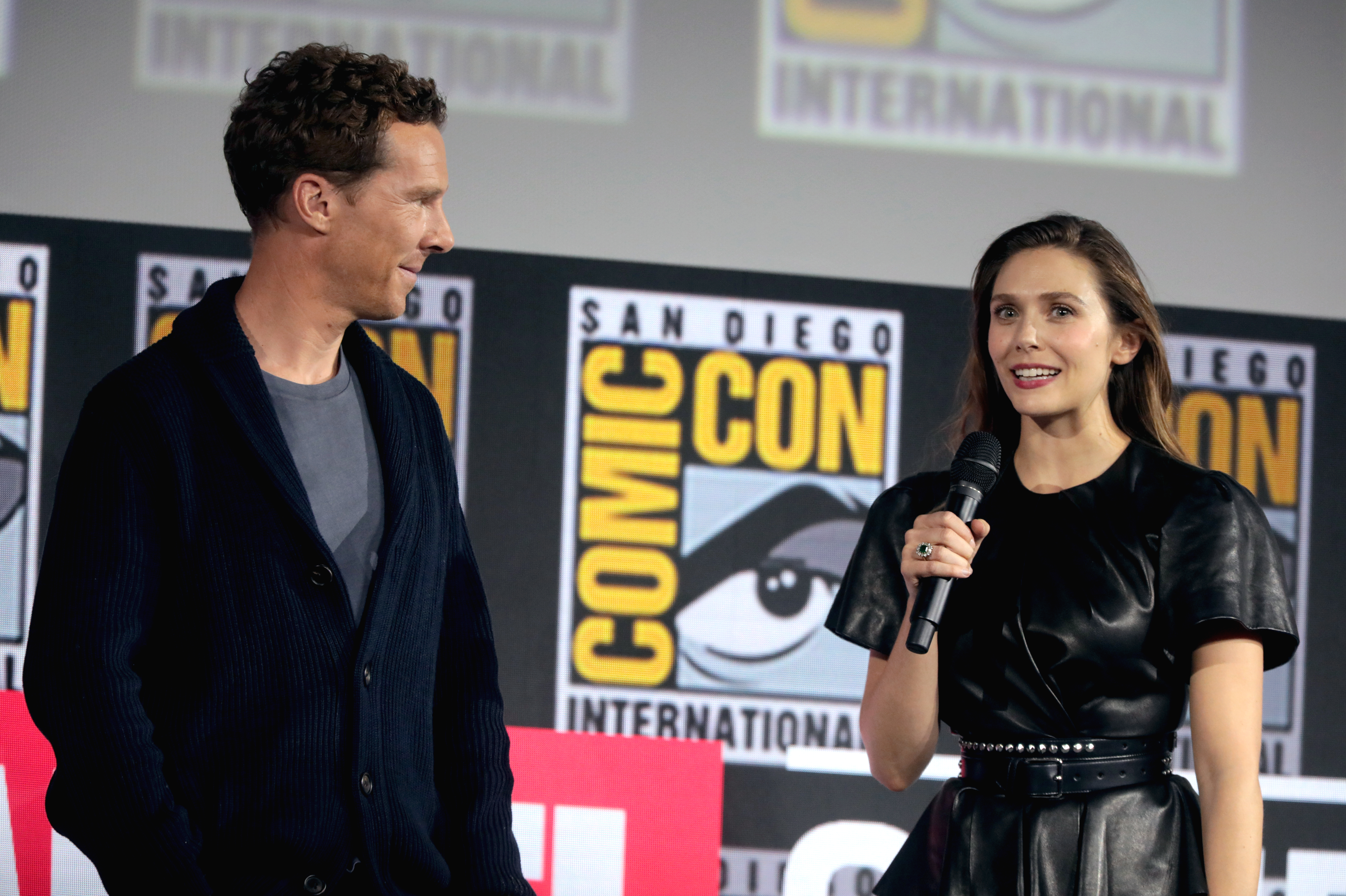
Cumberbatch e Olsen anunciando o filme na San Diego Comic-Con de 2019

- Benedict Cumberbatch como Dr. Stephen Strange / Doutor Estranho:
Um neurocirurgião que se tornou Mestre das Artes Místicas, após um acidente de carro que encerrou sua carreira.[9] O roteirista Michael Waldron disse que Strange estava "no auge de seus poderes" no filme, e comparou o personagem a Indiana Jones como um herói que pode "levar um soco", mas com o intelecto do chef Anthony Bourdain.[10] Ele viu Strange como um "grande herói de aventura que você simplesmente gosta de assistir arrasando".[11] O diretor Sam Raimi explicou que Strange começa o filme acreditando que ele deveria tomar todas as decisões e deve aprender a "desencanar um pouco" e confiar nos outros.[12] Cumberbatch também interpreta três versões alternativas do personagem:[13][14] uma versão que morre no início do filme e usa um traje inspirado nos quadrinhos dos Defensores de 2011, de Matt Fraction; o ex-Mago Supremo da Terra-838 que fundou os Illuminati; e uma versão que foi corrompida pelo Darkhold.[15]
- Elizabeth Olsen como Wanda Maximoff / Feiticeira Escarlate:
Uma Vingadora que pode invocar magia do caos, usar hipnose e telecinesia, e alterar a realidade.[16][17] O filme dá continuidade à "propriedade de Wanda sobre o que a torna única e a responsabilidade por sua experiência de vida" que começou na série WandaVision (2021),[18] incluindo o uso de um sotaque que é mais fiel à sua herança sokoviana depois que alguns dos filmes anteriores do UCM mudaram para uma versão americanizada.[19] Olsen queria garantir que o papel de Wanda no filme honrasse os eventos da série,[20] solicitando alguns ajustes no filme para garantir que ele evoluísse a personagem em vez de repetir momentos de WandaVision.[21] Ela sentiu que o retrato do filme mostrou uma nova confiança para a personagem que era "realmente empoderador", e disse que era "ok para interpretar personagens com os quais as pessoas ficam frustradas às vezes".[22] Olsen também retrata uma versão da personagem da Terra-838.[23][24]
- Chiwetel Ejiofor como Karl Mordo:
O Mago Supremo da Terra-838 e um membro dos Illuminati.[25] Ele é uma versão alternativa do Mordo visto no primeiro filme, que o colocou como um futuro antagonista. Essa versão não aparece na sequência porque ele não se encaixava na história, com Waldron explicando que eles estavam focados na versão da Terra-838 do personagem e sentiu que era mais emocionante deixar a versão da Terra-616 para "outro dia".[4]
- Benedict Wong como Wongː 
O Mago Supremo da Terra-616, mentor e amigo de Strange.[26][27] O ator ficou feliz em saber que seu personagem seria o Mago Supremo e ficaria "de igual para igual com o Doutor Estranho",[28] servindo como a voz da razão para Strange, que acaba enfrentando consequências por ignorar o conselho de Wong.[29] O ator teve mais cenas de ação neste filme e se preparou treinando com o ex-jogador da liga de rugby, Shannon Hegarty.[28]
- Xochitl Gomez como America Chavez:
Uma adolescente que tem a habilidade de viajar entre dimensões abrindo portais.[30][31] Ela se origina de outro universo conhecido como Paralelo Utópico.[24][31] Gomez queria permanecer fiel ao material original apesar de interpretar uma versão mais jovem da personagem do que é visto nos quadrinhos,[31] e disse que sua jornada no filme começa com a personagem estando sozinha por um longo tempo e "fugindo de sua singularidade". Chávez tem que abraçar suas habilidades e aprender a confiar nos outros até o final do filme.[30][31] O Marvel Studios estava procurando o filme certo para apresentar a personagem há muito tempo antes de decidir ser em Multiverse of Madness.[32]
- Michael Stuhlbarg como Nicodemus West:
Um cirurgião e ex-colega de Strange.[33] Haviam planos para Stuhlbarg interpretar sua versão da Terra-838 também, mas ele só conseguiu filmar uma cena (como a versão original) devido a conflitos de agenda. A versão da Terra-838 trabalharia para os Illuminati, com os protagonistas encontrando sua cabeça depois que ele foi morto por Wanda fora da tela, semelhante à morte de Ray Arnold (Samuel L. Jackson) em Jurassic Park (1993).[4]
- Rachel McAdams como Christine Palmer:
Uma cirurgiã de emergência que era colega e amante de Strange.[34] O filme explora a decisão de Strange no final de Doctor Strange (2016) de proteger o Sanctum de Nova York e não estar com Palmer, apesar de ainda ter sentimentos por ela e possivelmente lamentar essa decisão,[35] com Christine se casando com outra pessoa no filme.[23] McAdams também interpreta a versão da personagem da Terra-838, que é funcionária da Fundação Baxter e ex-amante do Strange dessa realidade.[23] McAdams descreveu esta versão da personagem como uma "especialista multiversal" que lhe permitiu ter mais cenas de ação em comparação com o primeiro filme.[36][37] Ela tem "muito mais bagagem" do que a versão original da personagem devido à versão de Strange da Terra-838 estar corrompida,[36] mas seu enredo com o Strange da Terra-616 ajuda a resolver história de amor dele com sua própria versão de Christine.[38]

Membros adicionais dos Illuminati da Terra-838 incluem Patrick Stewart como Charles Xavier / Professor X, interpretando uma versão diferente do personagem que ele interpretou anteriormente na série de filmes X-Men produzidos pela 20th Century Fox; Hayley Atwell como Peggy Carter / Capitã Carter, depois de dublar outra versão da personagem na série animada What If...? (2021); Lashana Lynch como Maria Rambeau / Capitã Marvel, uma versão alternativa de sua personagem de Captain Marvel (2019); Anson Mount como Blackagar Boltagon / Raio Negro, uma versão alternativa de seu personagem da série da Marvel, Inhumans (2017); e John Krasinski como Reed Richards / Senhor Fantástico, um membro do Quarteto Fantástico, é a quarta aparição do Quarteto Fantástico no cinema desde 2015.
Julian Hillard e Jett Klyne interpretam as versões da Terra-838 de seus respectivos papéis de WandaVision como os filhos de Wanda, Billy e Tommy, enquanto Topo Wresniwiro reprisa seu papel como Hamir, um Mestre das Artes Místicas, do primeiro filme. Também aparecem no filme Sheila Atim como Sarah, uma Mestre das Artes Místicas; Adam Hugill como Rintrah, um ser minotauro de R'Vaal que é um estudante em Kamar-Taj; e a criatura "Gargantos", desenhada e baseada em Shuma-Gorath. Ross Marquand dá voz aos drones Ultron que aparecem na Terra-838. Marquand anteriormente dublou uma versão diferente de Ultron em What If...?, substituindo James Spader que interpretou o Ultron da Terra-616 em Avengers: Age of Ultron (2015). Charlize Theron é introduzida como Clea na cena no meio dos créditos, e o roteirista Michael Waldron faz uma aparição como convidado no casamento de Christine. Bruce Campbell, um colaborador frequente de Sam Raimi, aparece brevemente no filme e na cena pós-créditos como o vendedor de um restaurante da Terra-838 chamado Pizza Poppa. Scott Spiegel, outro colaborador frequente de Raimi, dubla uma das Almas dos condenados que atacam Strange quando ele possui um cadáver. O co-produtor Richie Palmer também dubla uma das Almas dos condenados.

## Produção

### Desenvolvimento
Em abril de 2016, o co-roteirista de Doctor Strange (2016), C. Robert Cargill, afirmou que o Marvel Studios sentiu que algumas ideias iniciais para o filme dele e do diretor Scott Derrickson destacaram muito das "coisas estranhas" associadas ao personagem Doutor Estranho para aparecer em uma história de origem, mas disse à dupla para guarda-las para potenciais filmes futuros. Derrickson revelou em outubro que tinha planos para uma sequência, expressando seu amor pelo personagem e pelas possibilidades visuais que o acompanham. O primeiro filme foi "a ponta de um iceberg. Há um progresso que pode ser feito". Ele gostaria de seguir o exemplo de The Dark Knight e "trazer um vilão onde você realmente tem que ir fundo [e ter] uma experiência mais visceral". Benedict Cumberbatch acrescentou que assinou contrato para, pelo menos, mais um filme solo do Doutor Estranho. Derrickson expressou interesse em apresentar o vilão Pesadelo, e explorar ainda mais os personagens Jonathan Pangborn e Hamir, após suas participações no primeiro filme. Ele também explicou que foi "mantido no circuito" sobre como os filmes dos Avengers estavam usando o personagem devido ao seu relacionamento próximo com Joe Russo, co-diretor de Avengers: Infinity War (2018) e Avengers: Endgame (2019), e o presidente do Marvel Studios, Kevin Feige. O co-roteirista de Doctor Strange, Jon Spaihts, também expressou interesse em ver a personagem Clea aparecer no filme. Em abril de 2017, Derrickson voltaria para a sequência, começando a trabalhar depois de cumprir seus compromissos com a série de televisão Locke & Key.

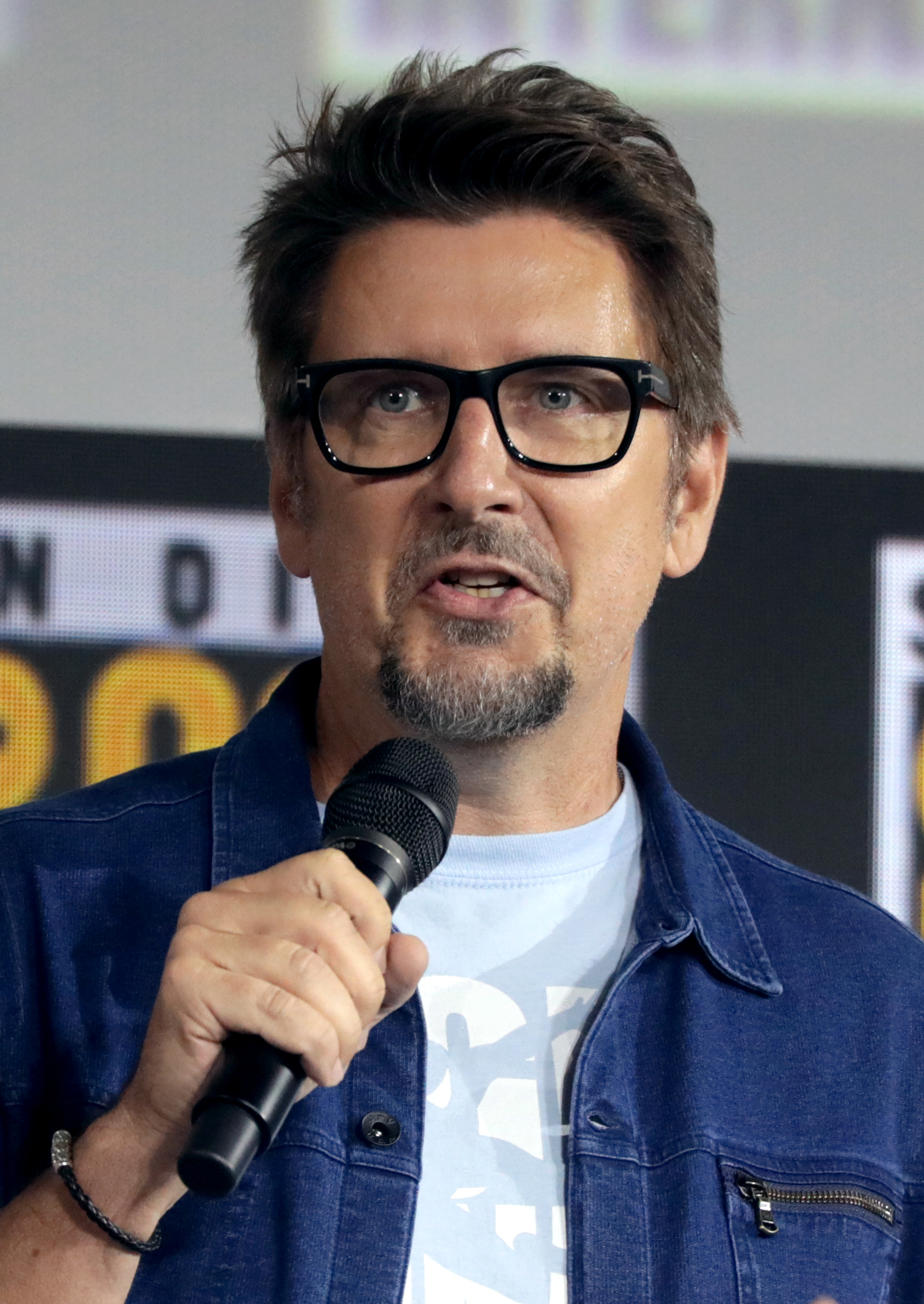
O diretor original Scott Derrickson anuncia o filme na San Diego Comic-Con 2019

Em dezembro de 2018, Derrickson finalizou discretamente um acordo para dirigir a sequência, com Cumberbatch, Benedict Wong e Rachel McAdams reprisando seus respectivos papéis de Dr. Stephen Strange, Wong e Christine Palmer. A Marvel estava começando a procurar um roteirista, com o The Hollywood Reporter informando que o roteiro seria escrito ao longo de 2019 com o início das filmagens planejado para o início de 2020 e um possível lançamento em maio de 2021. Feige e Derrickson anunciaram oficialmente a sequência na San Diego Comic-Con em julho de 2019, revelando o título de Doctor Strange in the Multiverse of Madness e confirmando a data de lançamento para 7 de maio de 2021. Derrickson queria que a sequência fosse o primeiro filme assustador do Universo Cinematográfico Marvel (UCM) e explorasse mais elementos góticos e de terror dos quadrinhos do que o primeiro filme, com o gerente de produção e desenvolvimento do Marvel Studios, Richie Palmer, explicando que o filme usaria o multiverso para explorar "cada definição da palavra loucura" e a ideia de que "os monstros mais assustadores são aqueles que habitam dentro de nós". Feige também revelou que a série do Disney+, WandaVision (2021), iria preparar diretamente para o filme, com Elizabeth Olsen reprisando seu papel como Wanda Maximoff / Feiticeira Escarlate. Além disso, o conceito do multiverso foi introduzido no UCM na primeira temporada de Loki (2021), e explorado mais no filme Spider-Man: No Way Home (2021), que se passa alguns meses antes de Multiverse of Madness e mostra Cumberbatch reprisando seu papel como Strange. Depois que o final da primeira temporada de Loki foi lançado, foi revelado que Tom Hiddleston reprisaria seu papel como Loki em Multiverse of Madness, mas acabou não aparecendo.
Jade Halley Bartlett, uma "roteirista promissora", foi contratada para escrever o roteiro da sequência em outubro de 2019. Em dezembro, Feige descreveu o multiverso como "o próximo passo na evolução do UCM", e disse que este filme iria "abrir tudo" de uma forma que teria repercussões para as séries do Disney+ e os próximos filmes da Fase Quatro. No final do mês, ele esclareceu que a sequência não seria um filme de terror, como alguns relatos descreveram, após o anúncio da Comic-Con, mas seria um "grande filme do UCM com sequências assustadoras". Feige comparou essas sequências aos filmes Raiders of the Lost Ark (1981), Indiana Jones and the Temple of Doom (1984), Gremlins (1984) e Poltergeist (1982) e disse que Derrickson era bom em ser "legitimamente assustador" devido à sua experiência em fazer filmes de terror. Feige também revelou que o filme iria apresentar vários novos personagens surpreendentes para o UCM, incluindo um que a Marvel estava procurando uma maneira de usar em um filme há algum tempo, que mais tarde foi revelado ser America Chavez, que foi incluída porque seus poderes estão relacionados ao multiverso. O co-criador de Chavez, Joe Casey, não foi pago pela aparição da personagem no filme depois que ele rejeitou uma oferta de compensação da Marvel Comics que ele descreveu como uma "mixaria".

### Pré-produção
Em janeiro de 2020, a Marvel e Derrickson anunciaram que ele deixaria de dirigir o filme devido a diferenças criativas. Em declarações separadas, os dois disseram que estavam gratos por sua colaboração até agora e que Derrickson permaneceria como produtor executivo do filme. Não se esperava que isso atrasasse as filmagens, que foram marcadas para maio de 2020. Cargill explicou que ele e Derrickson conceberam uma história que seguiu em uma direção diferente daquela que a Marvel queria, e a dupla ainda não havia escrito um rascunho do roteiro, então o filme final não seria derivado de seu trabalho. Derrickson disse que deixar o filme foi uma decisão difícil, mas ele não queria se comprometer em um filme diferente do que ele queria fazer. Sua escolha de sair foi facilitada pelo fato de que ele pôde começar a trabalhar imediatamente em The Black Phone (2022), outro filme que queria fazer. Cumberbatch não foi consultado sobre a mudança de diretor e disse que ficou triste em saber disso, mas respeitou a decisão e como foi resolvido. Alguns relatos sugeriram que Derrickson deixou o filme porque queria fazer um "filme estranho, retorcido e assustador sem limites" semelhante aos filmes da A24 The Witch (2015) ou Hereditary (2018), e o Marvel Studios não queria ir nessa direção, mas Feige negou e disse que o estúdio adorou essa ideia. Ele explicou que era sua intenção que o filme servisse como um guia para um "lado muito mais assustador" do UCM, mesmo após a saída de Derrickson, e eles queriam explorar o "lado assustador e alucinante" do multiverso.

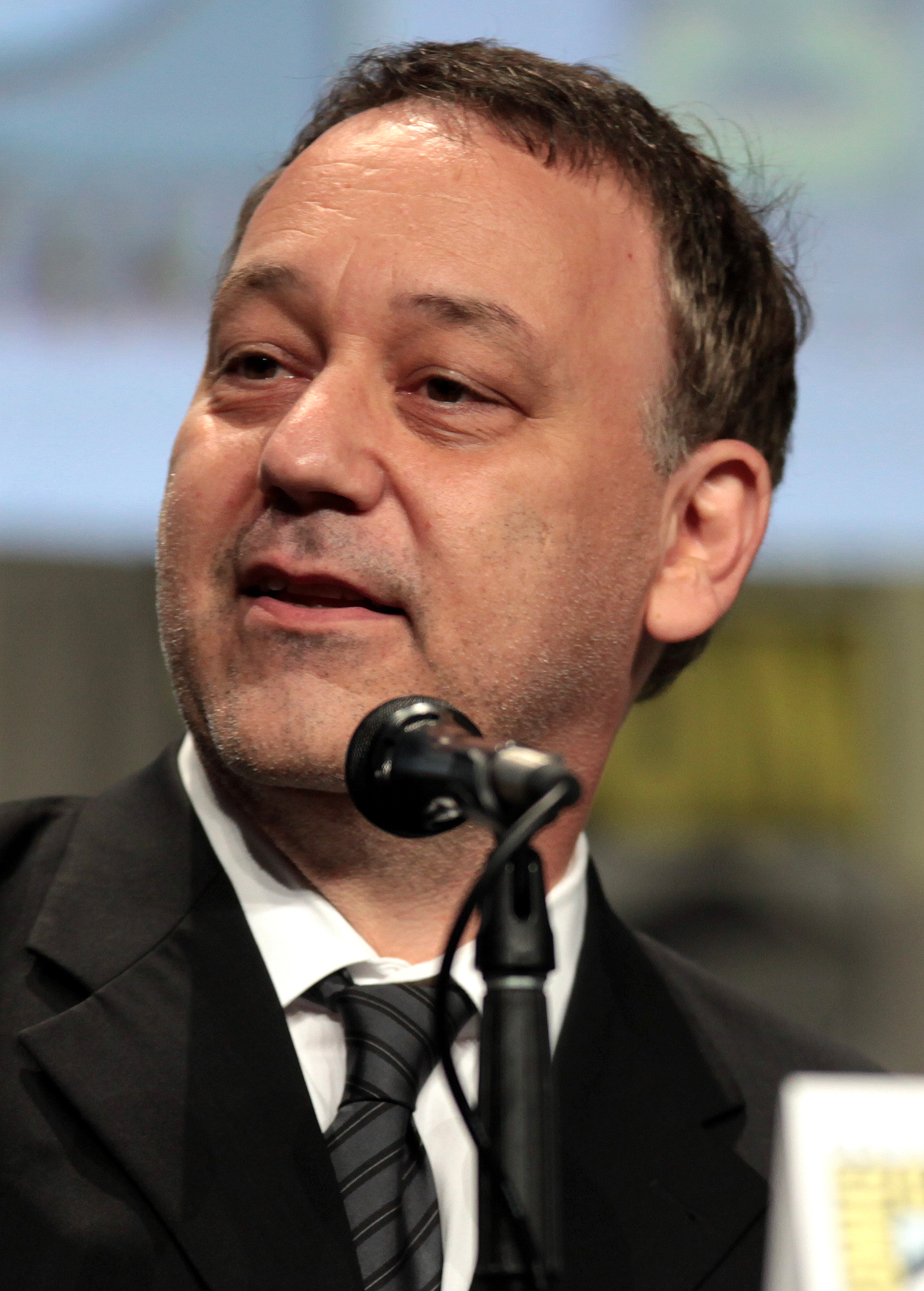
Sam Raimi assumiu como diretor durante a pré-produção

Sam Raimi entrou em negociações para assumir como diretor no início de fevereiro. Naquele momento, esperava-se que Chiwetel Ejiofor reprisasse seu papel como Karl Mordo, enquanto McAdams não deveria mais aparecer, e Michael Waldron foi contratado para reescrever o roteiro do filme depois de servir como roteirista principal da primeira temporada de Loki. Raimi assinou para dirigir o filme algumas semanas depois. O diretor estava relutante em dirigir outro filme de super-herói da Marvel após a reação negativa da crítica a Spider-Man 3 (2007), sentindo que ele precisava de uma pausa do gênero, mas ele aceitou o trabalho por causa do desafio de colocar o filme em produção imediatamente e porque ele era fã do personagem Doutor Estranho e do trabalho de Derrickson no primeiro filme. Raimi estava curioso sobre como fazer filmes de grande orçamento mudou desde seu filme anterior, Oz: The Great and Powerful (2013), e teve que se familiarizar com as histórias e personagens do UCM para o filme. Waldron teve três semanas para escrever um novo rascunho do roteiro baseado no trabalho feito por Derrickson e Bartlett. Ele disse que isso era "quase impossível", e Raimi se sentiu "muito apressado e em pânico" tentando cumprir a data de início da produção de maio de 2020. A pandemia de COVID-19 começou a impactar as produções cinematográficas durante essas três primeiras semanas, e a pré-produção começou a ocorrer remotamente. As filmagens ainda estavam engatilhadas para começar em maio de 2020, até a Disney mudar grande parte de sua lista de filmes da Fase Quatro devido à pandemia, mudando a data de lançamento de Multiverse of Madness para 05 de novembro de 2021. Raimi ficou aliviado com esse atraso, o que deu a ele e Waldron a oportunidade de começar a escrever o roteiro do zero em um tempo razoável e tornar o filme próprio.
Para que ele pudesse "identificar seus pontos fortes", no que ele se destaca e escrever sobre eles, Waldron assistiu aos filmes do Homem-Aranha (2002–2007) de Raimi. Ele descreveu Multiverse of Madness como o retorno de Raimi aos "grandes filmes de super-heróis", com todos os aspectos de um filme de Sam Raimi, incluindo uma "direção um pouco mais assustadora" com a qual ele sentiu que Raimi tinha um forte histórico. Richie Palmer disse que o trabalho de Waldron em Loki  permitiu que o Marvel Studios "saltasse para contar uma boa história" sem ter que reexplicar essas ideias para o público, e ajudou a trazer "muito coração para [os] conceitos de ficção científica". Waldron também usou sua experiência de escrever a série Rick and Morty, que o ajudou a "apresentar esses grandes conceitos de ficção científica de maneira digerível, palatável para o público e sem se prender a detalhes chatos". Em vez de apenas expandir as apostas do filme, Waldron viu o multiverso como o "coração emocional" da história que poderia ser usado de maneiras pessoais, como usar "what ifs" e versões alternativas de personagens para refletir sobre os protagonistas do filme, e explorando as escolhas certas ou erradas dos personagens através de suas versões alternativas. Waldron assistiu Doctor Strange várias vezes, dizendo que se tornou um "aluno" desse filme, para entender a história de Strange. Ele também viu como o personagem se desenvolveu através de suas outras aparições no UCM, e Raimi elogiou como a imaginação de Waldron e seu conhecimento da história da Marvel contribuíram para o roteiro. A equipe de criação também viu os primeiros trabalhos de produção da série animada What If...? para saber como Strange foi retratado.
Waldron descreveu Wanda como "a maior e melhor bala" que eles tinham, e disse que ela estava destinada a se tornar uma vilã no UCM, como fez nos quadrinhos, especialmente depois que o final de WandaVision revelou "a ela que a família que ela construiu não é real. Então ela consegue o Darkhold... e descobre que existe uma versão real de seus filhos por aí. E se você tem o Livro dos Condenados sussurrando em seu ouvido por tempo suficiente para que seus filhos estejam lá fora e você possa ir buscá-los, talvez isso possa levá-lo a fazer algumas coisas terríveis". Se ela se tornasse uma vilã no final do filme, ele sabia que outro projeto teria a "diversão" de usá-la como vilã. Ele também queria evitar que o filme ficasse "recheado" ao adicionar um vilão diferente relacionado ao multiverso, como Kang, o Conquistador, e sentiu que isso criaria uma "versão diluída de Wanda [que] não seria a protagonista, e ela não seria realmente a antagonista". Olsen estava hesitante em interpretar a vilã depois de acreditar que ela estaria apenas "em uma coisa de conjunto", mas ela passou a sentir que a combinação de WandaVision e Multiverse of Madness lhe deu a oportunidade de criar uma personagem simpática na série que o público teria sentimentos conflitantes ao ver o filme. Waldron trabalhou com Olsen e a roteirista principal de WandaVision, Jac Schaeffer, para garantir que a história de Wanda fosse uma continuação satisfatória da série, enquanto Raimi também estudou a série para garantir que o filme mantivesse "uma linha adequada e uma dinâmica de crescimento de personagem" para sua personagem. Era importante para Olsen que o filme não repetisse o que foi feito em WandaVision e sim fosse uma evolução da personagem, e ela solicitou vários ajustes no roteiro para evitar momentos que ela achou muito parecidos com a série. Para justificar as muitas pessoas que Wanda mata no filme, Olsen se concentrou na perspectiva da personagem de que essas pessoas estavam em seu caminho e não a ouviam após a perda de seus filhos na série.
Depois que uma aparição planejada de Cumberbatch em WandaVision foi removida no final do desenvolvimento da série, foi necessário reescrever o roteiro de Multiverse of Madness, que Feige descreveu como uma "combinação maravilhosa de coordenação muito dedicada, e caos". Essas mudanças incluíram como Strange e Wanda se encontram no filme. A história de Multiverse of Madness ainda estava preparada em WandaVision, mas o filme foi desenvolvido para funcionar para os espectadores que não assistiram à série. Para consistência da aparência do Darkhold, o departamento de adereços do filme projetou o adereço que foi usado em WandaVision e depois o reutilizou no filme. Enquanto escrevia seu primeiro rascunho, Waldron sentiu que o filme precisava "ficar bêbado [e] encontrar a loucura no multiverso", introduzindo versões de universos alternativos de personagens conhecidos da Marvel. Isso levou à introdução dos Illuminati, uma sociedade secreta dos quadrinhos. Waldron estava assistindo o filme Aliens (1986) como inspiração para o tom de suspense do roteiro, e gostou de como os fuzileiros espaciais "fodões" "simplesmente são abatidos" pelos alienígenas, definindo-os como os vilões mais assustadores durante o resto do filme. Ele queria fazer algo semelhante com Wanda, apresentando os Illuminati como um grupo de personagens que os fãs ficariam animados em ver e depois Wanda matar todos eles. A ideia de Strange assumir o controle de um cadáver no final do filme veio de Waldron e Palmer, discutindo como ele seria capaz de confrontar Wanda de um universo diferente, com o cadáver de outra versão de Strange já estabelecido no início do filme. Raimi, Feige e Cumberbatch estavam todos animados com a ideia, apesar de Raimi inicialmente querer evitar uma sequência de zumbis para não repetir o que havia feito anteriormente com filmes de zumbis.
O lançamento do filme foi alterado novamente no final de abril de 2020, desta vez para 25 de março de 2022, depois que a Sony Pictures remarcou No Way Home para novembro de 2021. Até lá, Waldron estava escrevendo o roteiro esperando que Multiverse of Madness fosse lançado antes de No Way Home. Ele estava em contato com os roteiristas de No Way Home, Chris McKenna e Erik Sommers, durante todo o processo de escrita e, após a mudança da data de lançamento, eles ajustaram seus respectivos roteiros para que, em vez de Multiverse of Madness "explodir a tampa do multiverso", ele viria depois de No Way Home com Strange já tendo experiência no multiverso. Essa mudança teve um "efeito de demolição" no resto do roteiro. Houve planos iniciais para incluir America Chavez em No Way Home. Raimi observou que como No Way Home mostrou personagens de outros universos entrarem no UCM, Multiverse of Madness mostra personagens do UCM entrando no multiverso e explorando diferentes universos. Ejiofor confirmou seu envolvimento no final de junho, e Xochitl Gomez se juntou ao elenco em outubro. Cumberbatch revelou naquele mês que as filmagens começariam em Londres no início de novembro, com a produção não impactada por um bloqueio nacional na Inglaterra que foi definido para 5 de novembro a 2 de dezembro devido ao aumento de casos de COVID-19.

### Filmagens
As filmagens começaram no final de novembro de 2020 em Londres, sob o título provisório "Stellar Vortex". O filme foi adiado de uma data de início de maio de 2020 devido à pandemia COVID-19.  Olsen começou a filmar suas cenas em 25 de novembro, filmando juntamente com WandaVision, e achou estranho fazer a transição da série de volta para um filme do UCM. No início de dezembro, as filmagens ocorreram no Longcross Studios em Longcross, Surrey, onde vários quarteirões e cenários da cidade de Nova York para o Sanctum Sanctorum foram construídos pelo designer de produção Charlie Woods. Rachel McAdams logo assinou para retornar como Christine, pouco antes de Feige confirmar oficialmente seu envolvimento em 10 de dezembro, junto com o de Ejiofor, Wong e Gomez. Ele também revelou que Gomez interpretaria America Chavez. Cumberbatch começou a filmar suas cenas até lá, após concluir seu trabalho em Spider-Man: No Way Home. Ele disse que o filme foi mais colaborativo do que suas aparições anteriores no UCM, no qual ele sentiu que estava "apenas acompanhando".
A maioria dos atores, incluindo Olsen, Cumberbatch, e Wong ficaram entusiasmados em trabalhar com Raimi. O diretor disse que muitos "visuais dimensionais" foram usados durante as filmagens para contar a história do filme, assim como ele foi capaz de usar suas técnicas de câmera preferidas, como usar a câmera e a perspectiva para criar um sentimento de ansiedade para o público. John Mathieston é o diretor de fotografia, e gravou o filme com câmeras Panavision DXL2 IMAX. Raimi incentivou a improvisação, explicando que o elenco poderia adaptar suas interações devido ao conhecimento de seus próprios personagens, e que o roteiro muitas vezes mudava pouco antes do início das filmagens dessas cenas. O final estava "no ar" quando as filmagens começaram, e Cumberbatch disse que levou algum tempo para a equipe decidir sobre um final que unisse todas as histórias dos personagens. Waldron explicou que eles sentiram que o final estava muito feliz após toda a "merda" que acontece no filme, e queria mostrar que Strange sofreria consequências por suas ações (incluindo possuir o cadáver de uma versão diferente de si mesmo) que liga ao aviso de Mordo do primeiro filme: "A conta chega". Isso os levou a adicionar a cena final em que Strange desenvolve um terceiro olho em sua testa, e Waldron sentiu que esse era o tipo de reviravolta em que os filmes de terror geralmente terminam. Elaborando esse tom, Olsen disse que eles estavam indo para uma "vibe de show de terror", comparando aos filmes Evil Dead com aspectos do gênero de terror como "medo constante". Ela sentiu que era "mais do que um filme brilhante do Indiana Jones" e seria mais sombrio, com Raimi tentando fazer "o filme mais assustador da Marvel", e criando "muita tensão para o público" quanto possível.
Olsen filmou por três semanas antes que as restrições da pandemia aumentassem perto do final de dezembro devido a um aumento de casos de COVID-19 no Reino Unido, com outro bloqueio na Inglaterra anunciado a partir de 6 de janeiro de 2021. As filmagens foram retomadas no início de 2021 e, em algum momento, Cumberbatch teve que pausar temporariamente as filmagens depois de estar em contato próximo com um membro da produção que teve um teste falso positivo. Em meados de março, Cumberbatch disse que estavam no meio da produção, e Ejiofor começou a filmar suas cenas em Londres até lá. As filmagens ocorreram no Broomfield Hill Car Park em Richmond Park na semana de 25 de março. As filmagens ocorreram na Freemasons Church no centro de Londres por algumas semanas em abril. Em 15 de abril, Feige disse que estavam na última semana de filmagens, com as filmagens ocorrendo a partir daquele dia até 17 de abril em Burrow Hill Cider Farm em Somerset. Jett Klyne e Julian Hilliard, que interpretaram os filhos de Wanda, Tommy e Billy, respectivamente, em WandaVision, estariam no set na fazenda, e confirmados para aparecerem em abril de 2022.

### Pós-produção
Bob Murawski e Tia Nolan são os editores do filme. Algumas filmagens adicionais do filme foram concluídas em meados de setembro de 2021, com Olsen e Wong concluindo seus trabalhos. Em outubro de 2021, o filme foi adiado mais uma vez para 6 de maio de 2022. Mais tarde naquele mês, Cumberbatch disse que eles estavam no meio de umas filmagens adicionais, com novas refilmagens marcadas para novembro e dezembro, ao longo de pelo menos seis semanas em Los Angeles. O The Hollywood Reporter relatou que as filmagens adicionais e as refilmagens foram "significativas", e que duas semanas seriam dedicadas as filmagens que não puderam ser concluídas anteriormente devido a problemas de disponibilidade do ator, com material adicional sendo filmado devido ao atraso relacionado ao COVID durante as filmagens iniciais. Cumberbatch confirmou que as refilmagens estavam sendo usadas para fazer ajustes no material já filmado, enquanto também filmava partes que "eram impossíveis de fazer [durante as filmagens] por causa da logística, COVID e etc". O The Hollywood Reporter mais tarde informou que as refilmagens permitiriam que o filme "brincasse mais com o multiverso", adicionando mais aparições e variantes de personagens estabelecidos, semelhantes a No Way Home e a primeira temporada de Loki. O trailer do filme foi lançado no final de dezembro e confirmou o envolvimento de Michael Stuhlbarg como Nicodemus West, reprisando seu papel de Doctor Strange, assim como o fato de Cumberbatch retratar várias versões de Strange no filme. As refilmagens terminaram durante a semana de 13 de dezembro, mas as filmagens adicionais continuaram no início de janeiro de 2022. Esta última foi concluída em 8 de janeiro. Até o final do mês, Raimi havia montado um corte do filme que seria exibido para o público teste e disse que mais refilmagens poderiam acontecer se as exibições de teste mostrassem que esclarecimentos ou melhorias eram necessários; Cumberbatch estava trabalhando em mais refilmagens no Reino Unido até 13 de março.
Patrick Stewart, que interpretou Charles Xavier / Professor X na série de filmes dos X-Men, foi confirmado para aparecer no filme, em um papel não revelado, no trailer lançado em fevereiro de 2022; as pessoas acreditavam que Stewart reprisaria o papel, e sua aparição já havia sido motivo de especulação. Um pôster do filme, lançado ao mesmo tempo, também indicou a participação da Capitã Carter, uma personagem que foi apresentada em What If...?. Stewart inicialmente negou que estava no filme, mas depois admitiu que era ele. O trailer também revelou que Topo Wresniwiro reprisaria seu papel de Hamir de Doctor Strange. Uma criatura parecida com o vilão do Doutor Estranho, Shuma-Gorath, aparece no filme, mas recebe o nome de Gargantos, que vem de um personagem diferente dos quadrinhos, porque os direitos do nome Shuma-Gorath pertencem a Heroic Signatures. O Tribunal Vivo, uma entidade cósmica, também faz uma breve aparição. Discutindo o envolvimento de Stewart, bem como suposições baseadas no trailer de que os Illuminati apareceriam no filme, Palmer disse que os atores que retornam não necessariamente estariam interpretando os personagens que já foram vistos antes, e se o Marvel Studios apresentasse os Illuminati, eles fariam uma versão do grupo "mais focada para o UCM".
Os Illuminati foram confirmados para aparecer no filme em março; e apresenta atores interpretando novas versões de seus personagens de projetos anteriores: Stewart interpreta uma nova versão de Xavier que combina elementos de suas performances anteriores, incluindo um diálogo de X-Men: Days of Future Past (2014), com elementos de X-Men: The Animated Series (1992-1997); Hayley Atwell interpreta a Capitã Carter após dar voz a uma versão diferente em What If...?; Lashana Lynch interpreta uma versão diferente de Maria Rambeau / Capitã Marvel daquela que ela interpretou em Captain Marvel (2019); e Anson Mount interpreta uma versão alternativa de Blackagar Boltagon / Raio Negro de seu personagem na série de televisão da Marvel, Inhumans (2017). No grupo também está John Krasinski, que interpreta Reed Richards / Senhor Fantástico, o membro do Quarteto Fantástico. Krasinski era uma sugestão popular para o papel dos fãs há algum tempo, especialmente desde o anúncio de um novo filme do Fantastic Four ambientado no UCM. Waldron disse que a formação final dos Illuminati era semelhante à de seu primeiro rascunho, mas com algumas outras sugestões vindas de Feige. Waldron considerou incluir o Namor, um membro dos Illuminati nos quadrinhos, mas a Marvel tinha outros planos para ele no UCM. Também houve rumores de que Tom Cruise estaria interpretando uma versão alternativa do Homem de Ferro no filme, depois de estar na disputa para estrelar Iron Man (2008) antes da escalação de Robert Downey Jr.. Waldron manifestou interesse na ideia, mas Cruise nunca foi consultado sobre o filme devido ao seu cronograma de filmagens para Mission: Impossible – Dead Reckoning Part One (2023) e Part Two (2024). Outra introdução de personagem surpresa é a de Clea, com Charlize Theron escalada para o papel. Waldron explicou que eles queriam incluir Clea no filme, mas sentiram que precisavam resolver o relacionamento de Strange com Christine Palmer primeiro, então a introdução da personagem foi guardada para a cena no meio dos créditos para defini-la como um potencial novo interesse amoroso em uma futura história.
A Industrial Light & Magic, Digital Domain, Framestore e Luma Pictures trabalharam nos efeitos visuais do filme. A Framestore trabalhou na sequência da viagem do multiverso com Strange e Chavez, enquanto a Luma Pictures trabalhou na cena de luta de Gargantos.

## Trilha sonora
O compositor de Doctor Strange, Michael Giacchino, for confirmado para retornar para a sequência em outubro de 2019, quando Derrickson foi escolhido como diretor. Depois que Raimi assumiu, Danny Elfman foi contratado como compositor; Elfman trabalhou anteriormente com Raimi em Darkman (1990), A Simple Plan (1998), Spider-Man (2002), Spider-Man 2 (2004) e em Oz: The Great and Powerful (2013). Elfman disse que usaria o tema de Doctor Strange de Giacchino de uma forma semelhante a como ele usou o tema de The Avengers (2012), de Alan Silvestri, ao trabalhar em Avengers: Age of Ultron (2015). Em fevereiro de 2021, Elfman começou a trabalhar na música que seria usada durante as filmagens, mas não começou a trabalhar na trilha sonora real para a sequência por vários meses. Em janeiro de 2022, Elfman revelou que estava trabalhando para completar a trilha, que incluiu a condução de uma orquestra no Abbey Road Studios em Londres, com seu frequente colaborador Steve Bartek remotamente pelo Zoom. Além do tema Doctor Strange de Giacchino, a trilha também apresenta uma música tema de WandaVision, escrita por Robert Lopez e Kristen Anderson-Lopez, o tema principal de X-Men: The Animated Series, de Ron Wasserman, e "Captain America March" de Alan Silvestri, de Captain America: The First Avenger (2011). Um álbum da trilha sonora com a trilha de Elfman foi lançado digitalmente pela Hollywood Records e Marvel Music em 4 de maio, com três "faixas de spoilers" que foram excluídas do lançamento inicial sendo disponibilizadas em 20 de maio.

## Marketing
O teaser trailer do filme foi lançado como uma cena pós-crédito de Spider-Man: No Way Home, antes do lançamento online em 22 de dezembro de 2021. Matt Webb Mitovich, da TVLine, chamou-o de "trailer empolgante e emocionante", e notou que o final que revelou o Doutor Estranho Supremo, uma versão alternativa do personagem apresentado na série animada What If...?, seria apresentado. Alex Welch, do Inverse, sentiu que era "um teaser adequadamente psicodélico, cheio de revelações e momentos divertidos que deveriam deixar os fãs da Marvel boquiabertos" e sugeriu que o filme ligaria "muitos dos fios multiversais pendurados" de Spider-Man: No Way Home, WandaVision, e as primeiras temporadas de Loki e What If...?. Escrevendo para o Decider, Alex Zalben acreditava que Doctor Strange and the Multiverse of Madness é um "resultado direto" de What If...?, Que "instantaneamente torna a série animada muito mais importante do que os fãs da Marvel poderiam ter imaginado originalmente". James Grebey, do Syfy Wire, disse que havia "uma aura muito sinistra em todo o trailer". Daniel Chin, do The Ringer, sentiu que o trailer tinha "imagens assustadoras" e que "se esperava que se separasse ainda mais de outros projetos da Marvel, tecendo elementos de terror", ao mesmo tempo em que observou como o filme não terá que apresentar o multiverso e pode explorá-lo ainda mais, e também como será a primeira tentativa real de misturar as histórias existentes de suas séries do Disney+ com suas propriedades de tela grande", enquanto ele pensava que era o primeiro "grande evento de crossover da Fase 4". Os produtos do filme começaram a ser comercializados a partir de dezembro de 2021, com a revelação de figuras da Marvel Legends baseadas no filme.
Um trailer foi ao ar durante o Super Bowl LVI, em 13 de fevereiro de 2022, com o trailer completo lançado online. Justin Carter, do Gizmodo, destacou como o trailer continuou a abordagem "visualmente excêntrica" do primeiro filme para dimensões alternativas, adicionando mais elementos de terror, e também ficou empolgado com a breve aparição de America Chavez, enquanto seu colega Germain Lussier sentiu, em comparação com o teaser, o trailer "aumentou as apostas exponencialmente com todos os tipos de revelações e imagens selvagens". Devan Coggan, da Entertainment Weekly, também sentiu que o trailer era "alucinante" e acrescentou que "parece ter mais em comum com os icônicos filmes de terror de Raimi". Charles Pulliam-Moore, do The Verge, disse que o trailer fez um trabalho melhor ao transmitir o enredo do filme do que o teaser, e ele sentiu que o filme seria o "culminância de todos os problemas gerais" provocados por WandaVision e Loki. Muitos comentaristas notaram a revelação do envolvimento de Patrick Stewart no trailer e a implicação de que ele poderia reprisar seu papel de Charles Xavier / Professor X, dos filmes dos X-Men, o que levou à especulação de que Multiverse of Madness introduziria a versão do UCM dos Illuminati. A RelishMix informou que o trailer teve 93,12 milhões de visualizações em 24 horas no Facebook, Twitter, YouTube e Instagram, que foi o principal trailer entre os exibidos durante o Super Bowl de acordo com suas métricas. A Disney relatou 143 milhões de visualizações online nas pesquisas do Twitter, Facebook, Instagram, YouTube, TikTok, Snapchat e Google, e 55 milhões de visualizações de transmissão.
Funko Pops baseados no filme foram revelados em março de 2022. Em abril, a Procter & Gamble lançou um comercial promovendo o filme e o sabão em pó Tide com Wong e o Manto da Levitação. No final daquele mês, a Disney exibiu a sequência de abertura do filme na CinemaCon. O filme também fez parceria com a G Fuel e o Xbox, que criaram kits de console e controladores personalizados inspirados no filme, além de apresentar um relógio Jaeger-Le Coultre no filme. Também fez parceria com a Mori Building Company, uma desenvolvedora japonesa de paisagismo urbano, que transformou seu café e cardápio em uma experiência interativa de fotos para promover o filme. Parcerias adicionais incluíram Cadillac, Maybank, Shell US na região Ásia-Pacífico (APAC) e também Xiaomi e T-Mobile na região EMEA. Três episódios da série Marvel Studios: Legends foram lançados em 29 de abril de 2022, explorando o Doutor Estranho, Wong e a Feiticeira Escarlate usando imagens de suas aparições anteriores no UCM. Oito VTubers da Hololive Production promoverão o filme em um evento especial de pré-estreia no YouTube em 3 de maio.

## Lançamento

### Cinema
Doctor Strange in the Multiverse of Madness realizou sua estreia mundial no Dolby Theatre em Hollywood em 2 de maio de 2022. O filme foi lançado no Reino Unido em 5 de maio de 2022, e foi lançado nos Estados Unidos em 6 de maio de 2022, em 4DX, RealD 3D, IMAX, Dolby Cinema, ScreenX e Superscreen. O lançamento foi definido originalmente para 7 de maio de 2021, mas foi adiado para 5 de novembro de 2021, devido à pandemia de COVID-19, antes de ser posteriormente alterado para 25 março de 2022, após a Sony reagendar Spider-Man: No Way Home para a data de novembro de 2021. Em outubro de 2021, ele foi adiado mais uma vez para sua data atual de maio de 2022. Fará parte da Fase Quatro do UCM.
Em abril de 2022, o The Hollywood Reporter confirmou que o filme não seria lançado na Arábia Saudita devido à inclusão de America Chavez, uma personagem gay. Nawaf Alsabhan, supervisor geral de classificação de cinema da Arábia Saudita, disse que o filme não foi banido do país, mas revelou que a Disney "não estava disposta" a atender seu pedido de cortar "apenas 12 segundos" de uma cena em que Chávez se refere a suas "duas mães". O filme estava programado para ser lançado em vários países do Golfo Pérsico em 5 de maio, antes que os ingressos de pré-venda fossem removidos dos sites de cinema na Arábia Saudita, Kuwait e Catar. Os ingressos ainda estavam disponíveis nos Emirados Árabes Unidos, o que o The Hollywood Reporter afirmou ser uma indicação de que o filme ainda poderia ser lançado lá. A IMAX Corporation também confirmou que o filme não seria lançado no Egito. Benedict Cumberbatch ficou desapontado com a decisão dos países de proibir o filme, dizendo: "Sabemos desses regimes repressivos que sua falta de tolerância é excludente para pessoas que merecem não apenas ser incluídas, mas celebradas por quem são e feitas para se sentirem parte de uma sociedade e de uma cultura e não punidos por sua sexualidade. Parece realmente fora de sintonia com tudo o que experimentamos como espécie, muito menos onde estamos globalmente mais como cultura, mas, francamente, é ainda mais uma razão pela qual isso não é tokenismo incluir um membro da comunidade LGBTQ+ ". O Deadline Hollywood também informou que é improvável que o filme seja lançado na China depois que o título do The Epoch Times, um jornal que se opõe ao Partido Comunista da China (PCC), foi visto em algumas imagens. O filme havia sido submetido para revisão às autoridades chinesas na época. O CEO da Disney, Bob Chapek, disse aos acionistas que, embora a situação possa ser complicada, o filme terá sucesso sem lançamento na China.

### Home Video
O filme começou a ser transmitido no Disney+ em 22 de junho de 2022, com a opção de ver a versão de cinema do filme ou uma versão aprimorada para IMAX. Será lançado pela Walt Disney Studios Home Entertainment em Ultra HD Blu-ray, Blu-ray e DVD em 26 de julho. A mídia doméstica inclui comentários em áudio, cenas deletadas, erros de gravação e vários recursos dos bastidores.
Após o lançamento de Doctor Strange in the Multiverse of Madness, o aplicativo de rastreamento de espectadores Samba TV informou que 2,1 milhões de lares dos EUA assistiram ao filme nos primeiros cinco dias de disponibilidade no Disney+, comparável a Shang-Chi and the Legend of the Ten Rings (2021) e Eternals (2021).

## Recepção

### Bilheteria
Doctor Strange in the Multiverse of Madness arrecadou 411,3 milhões de dólares nos Estados Unidos e Canadá, e 544,4 milhões de dólares em outros territórios, totalizando 955,8 milhões de dólares em todo o mundo. O filme arrecadou 42 milhões de dólares em pré-vendas de ingressos através do Fandango e vendeu mais ingressos na plataforma desde Spider-Man: No Way Home (2021), e também superou a pré-venda de ingressos de The Batman (2022) em 24 horas.
Nos Estados Unidos e no Canadá, o filme arrecadou 90 milhões de dólares em seu dia de estreia, incluindo os 36 milhões de dólares das pré-estreias de quinta-feira. A pré-estreia foi a segunda melhor durante a pandemia atrás de Spider-Man: No Way Home e a oitava maior performance geral de todos os tempos atrás de Avengers: Infinity War (2018), enquanto o recorde do dia de abertura foi o sétimo maior primeiro dia da história da indústria. Em seu fim de semana de estreia, o filme arrecadou 187 milhões de dólares se tornando a melhor estreia de verão para um lançamento da Disney durante a pandemia e a melhor estreia de Sam Raimi de um filme que ele dirigiu, superando o recorde de 151 milhões de dólares no fim de semana de estreia de Spider-Man 3 (2007). Em seu segundo fim de semana, o filme arrecadou 61 milhões de dólares, tornando-se uma das maiores quedas de bilheteria do UCM no segundo fim de semana. O declínio de 67% foi atribuído pelo Deadline Hollywood ao "mau boca a boca" do filme e sua nota no CinemaScore, enquanto a EntTelligence viu mais de 17% de redução de assentos disponíveis para o filme, resultando em um menor tempo de exibição que também levou ao declínio.
Fora dos Estados Unidos e Canadá, o filme arrecadou 265 milhões de dólares em 49 mercados em seu dia de estreia, sendo número um em vários mercados. O filme arrecadou 27,2 milhões de dólares em 20 mercados em seu dia de estreia, superando os resultados gerais do primeiro dia de Doctor Strange (2016) em 153% e The Batman (2022) em 210%, mas ficando atrás de No Way Home em 4%. O filme teve a maior bilheteria no dia de estreia de um filme lançado durante a pandemia de COVID-19 nas Filipinas e na Tailândia, ambos faturando 1,2 milhão de dólares, e teve o segundo melhor dia de estreia na França (3 milhões de dólares), Itália (2,2 milhões de dólares) e Alemanha (1,8 milhões de dólares). Na Malásia, o filme arrecadou 1,6 milhões de dólares em seu dia de estreia e se tornou o segundo maior da história da indústria do país. O filme arrecadou 10,3 milhões de dólares em suas pré-estreias na América Latina, incluindo do México (3,5 milhões de dólares) e do Brasil (2,7 milhões de dólares). Em 12 de junho de 2022, os maiores mercados do filme são o Reino Unido (51,4 milhões de dólares), Coreia do Sul (49,2 milhões de dólares), México (40,6 milhões de dólares), Brasil (33,1 milhões de dólares) e França (27,7 milhões de dólares).

### Crítica
No Rotten Tomatoes, site agregador de críticas, 75% das 361 avaliações dos críticos são positivas, com uma classificação média de 6,50/10. O consenso do site diz: “Doctor Strange in the Multiverse of Madness trabalha sob o peso do extenso UCM, mas a direção distinta de Sam Raimi lança um feitiço divertido”. O Metacritic, que usa uma média ponderada, atribuiu ao filme uma pontuação de 60 em 100 com base em 65 avaliações, indicando "críticas mistas ou médias". O público pesquisado pelo CinemaScore deu ao filme uma nota média de "B+" em uma escala de A+ a F, enquanto o PostTrak relatou que 82% dos membros do público deram uma pontuação positiva, com 69% dizendo que definitivamente o recomendariam.
Don Kaye, do Den of Geek, deu ao filme 4 de 5 estrelas, sentindo que "agradaria as legiões de fãs estabelecidos, abraçando a estranheza dos quadrinhos com vigor e abandono, já que Sam Raimi cria possivelmente a entrada mais inusitada do UCM até agora". Ele elogiou o estilo de direção de Raimi do filme que ele considerava "a visão mais singularmente identificável de um diretor do UCM" desde que James Gunn dirigiu Guardians of the Galaxy (2014). Ele também elogiou o desempenho de Olsen, que trouxe uma "dor real, palpável e comovente para o papel, juntamente com uma obstinação eletrizante" e a aparência de McAdams, que "deu mais para fazer" no filme, mas sentiu que o papel de Gomez foi "reduzido ao papel de máquina de exposição no decorrer dos acontecimentos do filme". Owen Gleiberman, da Variety, sentiu que o filme era "um passeio, uma viagem de cabeça, uma geléia de terror CGI, um quebra-cabeças da Marvel e, em alguns momentos, um pouco de provação. É uma bagunça um tanto envolvente, mas uma bagunça do mesmo jeito". Ele descobriu que a direção de Raimi em várias cenas do filme tinha "o espírito de companheirismo e o talento imagético que ele mostrou nos dois primeiros filmes do Homem-Aranha". Leah Greenblatt, da Entertainment Weekly, elogiou a escolha de Raimi sobre Doutor Estranho e direção, dizendo que o filme parecia "muitas coisas díspares e muitas vezes profundamente confusas — comédia, terror de acampamento, drama materno, bola de fogo sustentada", mas diferente dos filmes anteriores do UCM; Greenblatt chamou essa experiência de "descontroladamente refrescante", tendo participado de 23 filmes no UCM. Pete Hammond, do Deadline Hollywood, também elogiou a direção e a narrativa de Raimi, que ele considerou uma mistura "com sucesso" de narrativa "meio sombria e aterrorizante" com personagens estabelecidos do UCM, e sentiu que era semelhante a seus filmes de terror anteriores, como The Evil Dead (1981). Amelia Emberwing, da IGN, classificou-o com 7 de 10 e disse que havia "algo sobre este capítulo mais novo" do UCM, concluindo que o filme era "um filme de Sam Raimi por completo".
John Defore, do The Hollywood Reporter, escreveu que, enquanto os fãs de longa data de Raimi podem "ficar desapontados" por uma cena inicial de Multiverse of Madness, o diretor mostra flashes de seu "estilo distinto" nas cenas seguintes. Ele também achou o filme "insatisfatório em alguns aspectos", mas elogiou o ato final, que ele sentiu que começa "a jogar mais com os pontos fortes de Raimi – [é] mais solto, mais cinético e ocasionalmente pateta, apesar das grandes apostas". Justin Chang, do Los Angeles Times, deu ao filme uma crítica positiva e também elogiou o filme pela direção de Raimi. Ele chamou o filme de "uma história alternadamente pateta e horrível que pausa de vez em quando para desencadear uma onda de tristeza". Chang elogiou as performances, particularmente as de Cumberbatch e Olsen, enquanto também elogiou os visuais e a abordagem do filme para o multiverso, que ele sentiu permitir "apresentar algumas perguntas lúdicas sobre destino, predestinação e decência humana", e sua diferença do tradicional "tom de piada por minuto que é o idioma cômico preferido da empresa Marvel". Dan Jolin, da Empire, avaliou o filme com 4 de 5 estrelas, elogiando a direção de Raimi e as sequências de ação, que ele considerou criativas, e sentiu que o filme era "o filme mais perturbado e energético da Marvel até agora, tanto quanto um retorno vencedor para o diretor Sam Raimi já que é um exercício de mega-orçamento de aumento no universo de apostas". David Sims, do The Atlantic, chamou o filme de "surpreendentemente bom" e também elogiou a direção de Raimi, comentando que estava feliz em "ver espaço para um verdadeiro autor de gênero em meio a todas as maquinações multiversais" no UCM, embora tenha criticado o ritmo e o elenco.
Peter Bradshaw, do The Guardian, avaliou o filme com 3 de 5 estrelas e deu ao filme uma avaliação crítica, mas principalmente positiva. Ele concluiu sua avaliação dizendo que "realidades infinitas tendem a reduzir o impacto dramático de qualquer realidade única e reduz o que está em jogo em uma determinada situação. No entanto, é tratado com leveza e diversão". David Ehrlich, do IndieWire, também fez uma avaliação mais crítica, pois sentiu que o personagem do Doutor Estranho havia sido "diluído" após os eventos de No Way Home, e disse "lentamente, gradualmente e depois com grande entusiasmo, o que começa como uma história séria de pessoas lançando CGI em pedaços maiores de CGI enquanto reclamam sobre qualquer coisa nova que está ameaçando toda a existência evolui para algo menos familiar: um filme violento, maluco, que me arrasta para vários infernos diferentes ao mesmo tempo". Ele observou que, embora pensasse que o estilo de Raimi no filme "não era suficiente para fazer Multiverse of Madness um grande filme, ... era o suficiente para torná-lo um verdadeiro filme de Sam Raimi". Brian Tallerico, do RogerEbert.com, avaliou o filme com 2 de 4 estrelas e deu uma crítica negativa, sentindo que o filme foi "costurado a partir de pedaços de outros filmes, histórias em quadrinhos e programas de TV e ganhou vida com a eletricidade de um orçamento Marvel" e rotulou-o como "filme de Frankenstein". Ele criticou a caracterização do filme e sentiu que "a história continua voltando a traços de personagens incrivelmente superficiais, como a dor de Wanda, o amor não declarado de Strange por Christine ou a incerteza de América sobre seus próprios poderes" em vez de se concentrar no potencial do multiverso, e criticou o uso de CGI, embora tenha acrescentado que o filme continha o "talento visual" de Raimi. Alonso Duralde, do TheWrap, também fez uma crítica negativa, comparando o uso do multiverso no filme com o de Everything Everywhere All at Once (2022), e escreveu "O filme indie corajosamente inventivo de Daniel explode com inteligência, coragem e caráter – a maioria dos quais está faltando com destaque nesta última aventura do UCM", e também criticou o roteiro do filme, que ele achou "tão cheio de enredo e personagens e bugigangas mágicas que não há espaço para os personagens", embora ele tenha elogiado a trilha de Elfman e os visuais.

## Documentário especial
Em fevereiro de 2021, a série documental Marvel Studios: Assembled foi anunciada. O especial Assembled: The Making of Doctor Strange in the Multiverse of Madness, foi lançado no Disney+ em 8 de julho de 2022.